# Butonierka

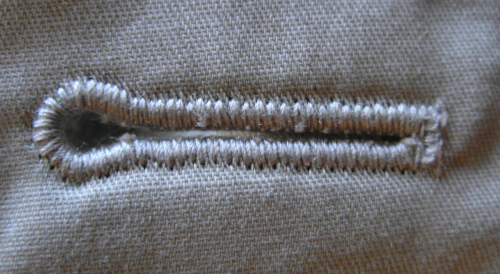
Butonierka

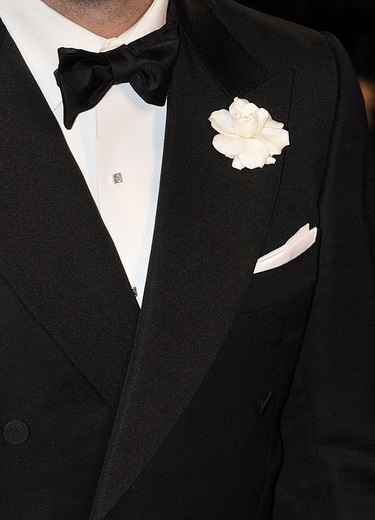
Kwiat w butonierce smokingu

Butonierka (fr. boutonnière) – niewielki otwór na guzik w lewej klapie marynarki lub żakietu na wysokości obojczyka. 
Dawniej zwany butonierą, służył do zapinania najwyższego guzika. Służył on zapinaniu pod szyję klap marynarki.
Do butonierki wkłada się niewielki żywy kwiat, a jego łodygę mocuje po drugiej stronie klapy do specjalnie wszytej szlufki. W niektórych językach (np. angielskim) słowem boutonnière określa się właśnie kwiat wsadzany do butonierki, a nie samą butonierkę, co może powodować nieporozumienia.
Butonierka często mylona jest zarówno z brustaszą, jak i z poszetką.

## Butonierka w kulturze
Wyraz butonierka pojawił się w wierszu Brunona Jasieńskiego "But w butonierce", a także w piosenkach:
- "Serce w butonierce" Formacji Nieżywych Schabuff[6],
- "Marchef w butonierce" Pidżamy Porno,
- "Nie przenoście nam stolicy do Krakowa" grupy Pod Budą: "U nas chodzi się z księżycem w butonierce...[2]"